# Mirko Alilović
Mirko Alilović (Ljubuški, Yugoslavia; 15 de septiembre de 1985) es un portero de balonmano croata, que juega en el Orlen Wisła Płock. También es un habitual en las listas de la selección de balonmano de Croacia, donde ha participado en los Juegos Olímpicos de 2008 y los Juegos Olímpicos de Londres 2012, consiguiendo el bronce ante Hungría.
Fue nombrado mejor atleta del año de la ciudad de Ljubuski, en 2007.

## Equipos
- HRK Izviđač (2000-2005)
- Ademar León (2005-2010)
- RK Celje (2010-2011)
- Veszprém KC (2011-2018)
- SC Pick Szeged (2018-2023)
- Orlen Wisła Płock (2023- )

## Palmarés

### Selección nacional
| Juegos Olímpicos   | Juegos Olímpicos | Juegos Olímpicos  | Juegos Olímpicos |
| Año                | Lugar            | Medalla           |                  |
| ------------------ | ---------------- | ----------------- | ---------------- |
| 2012               | Londres          | Medalla de bronce |                  |
| Campeonato Mundial |                  |                   |                  |
| Año                | Lugar            | Medalla           |                  |
| 2009               | Croacia          | Medalla de plata  |                  |
| 2013               | España           | Medalla de bronce |                  |
| Campeonato Europeo |                  |                   |                  |
| Año                | Lugar            | Medalla           |                  |
| 2008               | Noruega          | Medalla de plata  |                  |
| 2010               | Austria          | Medalla de plata  |                  |
| 2012               | Serbia           | Medalla de bronce |                  |
| 2016               | Polonia          | Medalla de bronce |                  |

### HRK Izviđač
- Liga de Bosnia (2002, 2004 y 2005)
- Copa de Bosnia (2002)

### Veszprém KC
- Liga de Hungría (2012, 2013, 2014, 2015, 2016, 2017)
- Copa de Hungría (2012, 2013, 2014, 2015, 2016, 2017, 2018)
- Liga SEHA (2015, 2016)

### Pick Szeged
- Copa de Hungría de balonmano (1): 2019
- Liga húngara de balonmano (2): 2021, 2022

### Orlen Wisła Płock
- Liga de Polonia de balonmano (1): 2024
- Copa de Polonia de balonmano (1): 2024